# 珥眼蝶亞族
珥眼蝶亞族（學名：Eritina）是眼蝶族中的一個亞族。

## 種系發生學
珥眼蝶亞族之地位有不同觀點。她曾被視作珥眼蝶族或珥眼蝶亞科並包含珥眼蝶屬（Erites）及穹眼蝶屬（Coelites），現今有證據指奧眼蝶屬（Orsotriaena）與綺斑眼蝶屬（Zipaetis）為姐妹群，並歸入慧眼蝶亞族，然而Wahlberg & Brower之未公佈結果把兩屬和珥眼蝶屬並列分類，有學者參考其結果而建立此亞族。

## 分類
- 珥眼蝶屬 Erites
- 奧眼蝶屬 Orsotriaena
- 綺斑眼蝶屬 Zipaetis